# Eschscholzia ramosa
Eschscholzia ramosa är en vallmoväxtart som först beskrevs av Edward Lee Greene, och fick sitt nu gällande namn av Edward Lee Greene. Eschscholzia ramosa ingår i släktet sömntutor, och familjen vallmoväxter. Inga underarter finns listade i Catalogue of Life.